# Ribautodelphax altaica
Ribautodelphax altaica är en insektsart som först beskrevs av Vilbaste 1965.  Ribautodelphax altaica ingår i släktet Ribautodelphax och familjen sporrstritar.
Artens utbredningsområde är Bulgarien. Inga underarter finns listade i Catalogue of Life.